# Васильев (Ставропольский край)
Васи́льев — хутор в Ипатовском районе (городском округе) Ставропольского края Российской Федерации. До 1 мая 2017 года находился в составе сельского поселения Добровольно-Васильевский сельсовет.

## Варианты названия
- Новая Васильевка,
- Ново-Васильевка[2].

## География
Расстояние до краевого центра: 72 км. Расстояние до районного центра: 42 км.

## Население
| 1989 | 2002 | 2010 | 2014 | 2021 | 2023 |
| ---- | ---- | ---- | ---- | ---- | ---- |
| 69   | ↗90  | ↘41  | ↗100 | ↘27  | →27  |

По данным переписи 2002 года, 81 % населения — русские.

## Инфраструктура
В Васильеве одна улица — Красная. В 460 м к северу от хутора расположено общественное открытое кладбище площадью 14 600 тыс. м².